# 危険な関係 (2012年の映画)
『危険な関係』（危険関係、英語題: Dangerous Liaisons）は、ラクロの同名の小説を原作としたホ・ジノ監督による2012年の中国映画である。

## 概要
小説『危険な関係』の映画化には本作以前にも、1959年版、1988年版、1989年の『恋の掟』、1999年の『クルーエル・インテンションズ』、2003年の『スキャンダル』などがある。本作では1930年代の上海に舞台が置き換えられ、中国のチャン・ツィイー、セシリア・チャンと韓国のチャン・ドンゴンが出演した。
第65回カンヌ国際映画祭監督週間、第37回トロント国際映画祭、釜山国際映画祭で上映された。

## キャスト
（）内は日本語吹き替え声優。
- ドゥ・フェンユー（杜芬玉） - チャン・ツィイー（章子怡）： 貞淑な未亡人。（山口立花子）
- シエ・イーファン（谢易梵） - チャン・ドンゴン（张东健）： プレイボーイ。（西垣俊作）
- モー・ジユ（莫婕妤） - セシリア・チャン（张柏芝）： 大物女性実業家。（平井まみ）
- ドゥ・ルイシュエ夫人（雪姑妈） - リサ・ルー（中国語版）（卢燕）： シエの祖母。フェンユーの大叔母。（北林早苗）
- ダイ・ウェンジョウ（戴文舟） - ショーン・ドウ（竇驍）： 画家志望の大学生。ベイベイの絵の教師。（佐藤俊輔）
- ベイベイ（贝贝） - キャンディ・ワン（王奕瑾）： モーの恋人ジン氏と婚約した若い令嬢。（本田和希）
- ジン - チャン・ハン（大塚智則）
- ジュウ夫人 - ロン・ロン： ベイベイの母親。（浅井晴美）
- シャオプ - イエ・シャンミン（畠山豪介）
- ウェン - チャン・ユン（高橋佳那子）

## スタッフ
- 監督：ホ・ジノ
- 製作総指揮：チャン・ウェイミン
- 脚本：ゲリン・ヤン
- 撮影：キム・ビョンソ
- 編集：ナム・ナヨン（英語版）
- 音楽：チョ・ソンウ
- 美術：ウォルター・ウォン